# Eumenes architectus
Eumenes architectus (лат.) — вид одиночных ос рода Eumenes из семейства Vespidae.

## Распространение
Южная, Восточная и Юго-Восточная Азия.

## Описание
Желтовато-чёрные осы с тонким длинным стебельком брюшка (петиоль). Длина самок 11-12 мм; длина переднего крыла самок 8,5 мм. Голова грудка и брюшко тонко и плотно пунктированные. Вид был впервые описан в 1858 году английским энтомологом Фредериком Смитом.